# Dieceza de Speyer

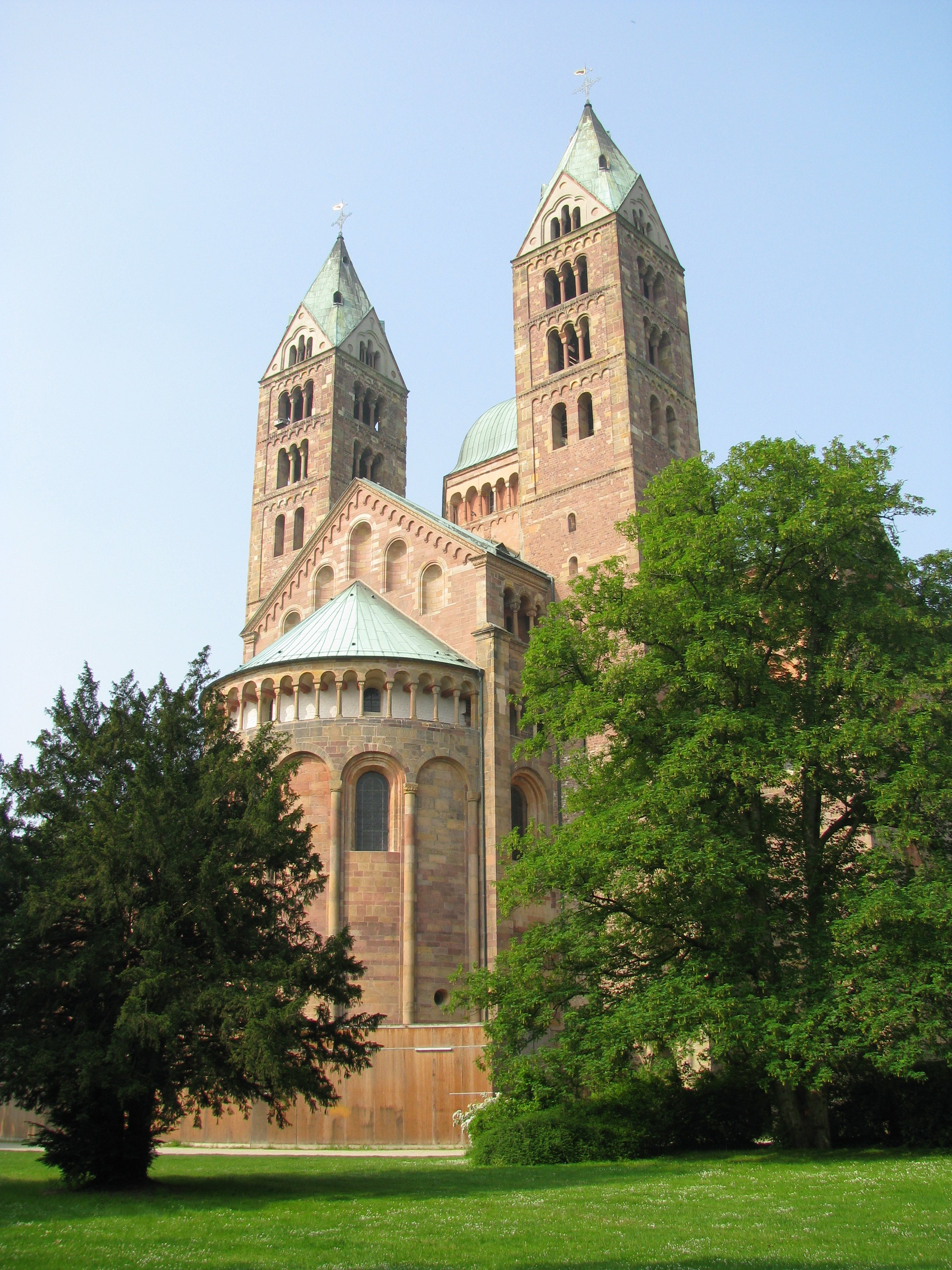
Catedrala din Speyer

Dieceza de Speyer (în latină Dioecesis Spirensis) este una dintre cele douăzeci și șapte de episcopii ale Bisericii Romano-Catolice din Germania, cu sediul în orașul Speyer. Ea se află în provincia mitropolitană a Arhidiecezei de Bamberg.

## Istoric
Episcopia este una dintre cele mai vechi din Germania, datând din anul 346. În secolul al XVI-lea, episcopia a pierdut multe teritorii din cauza răspândirii Reformei Protestante. În zonele rămase catolice ale diecezei, episcopul Eberhard von Dienheim a condus mișcarea de Contrareformă tipărind în anul 1599 o carte de imnuri bisericești în limba germană. Teritoriile actuale ale episcopiei au fost stabilite în anul 1817, ea fiind sufragană a Arhiepiscopiei de Bamberg.